# Macromitrium intortifolium
Macromitrium intortifolium är en bladmossart som beskrevs av Hampe in C. Müller 1862. Macromitrium intortifolium ingår i släktet Macromitrium och familjen Orthotrichaceae. Inga underarter finns listade i Catalogue of Life.